# Brenda Vaccaro
Brenda Vaccaro (ur. 18 listopada 1939) – amerykańska aktorka filmowa i telewizyjna.

## Filmografia
seriale
- 1965: F.B.I, The jako Geri Coates
- 1972: Banaczek jako Sharon Clark
- 1985: Złotka jako Angela Petrillo
- 1994: Przyjaciele jako Gloria Tribbiani
- 2005: Domowy front jako Barbara

film
- 1969: Nocny kowboj jako Shirley Gardner
- 1975: Bez zabowiązań jako Linda Riggs
- 1980: Pierwszy śmiertelny grzech jako Monica Gilbert
- 1994: Słuchaj serca jako Cecylie
- 2010: Jack, jakiego nie znacie jako Margo Janus

## Nagrody i nominacje
Została nominowana do nagrody Saturna, Emmy, Satelity i trzykrotnie do nagrody Złotego Globu.